# ユ・ヨンハ
ユ・ヨンハ（韓国語：유용하　1999年1月11日 - ）はOUIエンターテインメント所属の大韓民国の歌手である。男性アイドルグループ「WEi」のメンバーである。2019年から2020年まで男性アイドルグループ「1THE9」のメンバーとして活動していた。

## 来歴

### デビュー前
2017年から2018年に放送されたアイドル再起プロジェクト番組「The Unit」に出演するも脱落してしまいデビューを逃す。

### 2019年 - 現在
2019年にオーディション番組「UNDER NINETEEN」に出演した。そこで最終順位6位で期間限定グループ「1THE9」のメンバーとしてデビューした。そして「1THE9」が解散する2020年8月に同じグループのメンバーだったキム・ジュンソと共に「WEi」に合流することが発表された。
2020年10月にOUIエンターテインメントから「WEi」としてデビューした。

## 出演

### バラエティ
| 年度 | 放送局 | タイトル                           | 役割   | 備考          | 参考 |
| ---- | ------ | ---------------------------------- | ------ | ------------- | ---- |
| 2017 | KBS    | The Unit～アイドル再起プロジェクト | 出場者 |               |      |
| 2019 | MBC    | Under Nineteen                     | 出場者 | 最終順位：6位 |      |